# 불꽃처럼 나비처럼
"불꽃처럼 나비처럼" 은 대한민국에서 2009년 9월 24일 개봉한 영화다. 장르는 액션과 로맨스다.

## 줄거리
세상에 존재를 알리지 않은 채 자객으로 살아가던 무명(조승우)은 어느 날, 목표물을 제거하기 위해 찾은 곳에서 지금껏 느껴보지 못했던 새로운 감정을 경험하게 된다. 피비린내에 찌든 자신과 너무나 다른 여인, 자영(명성황후, 수애)을 만나게 된다. 하지만 그녀는 곧 황후가 될 몸으로, 며칠 후 고종(김영민)과 자영의 혼례가 치러진다. 무명은 왕이 아닌 하늘 아래 누구도 그녀를 가질 수 없다면, 자영을 죽음까지 지켜주겠다고 다짐하고, 홀로 대원군(천호진)을 찾아가 궁에 들어가기 위한 시험을 자처하는데...
불꽃처럼 화려하고 나비처럼 여렸던 여인, 명성황후 민자영과 불꽃처럼 뜨겁고 나비처럼 순수했던 그녀의 호위무사, 무명의 가슴 시린 사랑 이야기가 시작된다.

## 캐스팅
- 조승우 : 무명 역
- 수애 : 명성황후 / 민자영 역
- 천호진 : 대원군 역
- 최재웅 : 뇌전 역
- 김영민 : 고종 역
- 박민희 : 미우라 역
- 고수희 : 소희 역
- 송희연 : 대두 역
- 이용녀 : 최상궁 역
- 봉만대 : 이생원 / 지경출 역
- 이주실 : 자영 역
- 길금성 : 뇌전 심복 1 역
- 이무생 : 뇌전 심복 2 역
- 곽영재 : 뇌전 심복 3 역
- 이희정 : 뇌전 심복 4 역
- 신철진 : 고종 환관 1 역
- 백재진 : 대원군 장수 역
- 최경원 : 민승호 역
- 김선화 : 간택 상궁 1 역
- 최재섭 : 조선 일어 역관 역
- 전헌태 : 서대문 경비군관 역
- 함건수 : 무명모 박해군관 역
- 정종렬 : 일본 일어 역관 역
- 주성환 : 우의정 역
- 조하석 : 낭인 1 역
- 김강일 : 낭인 3 역
- 이설구 : 낭인 4 역
- 다케다 히로미츠 : 낭인 5 역
- 요시무라 켄이치 : 일본군 장교 1 역
- 송창곤 : 일본군 장교 2 역
- 신현승 : 결혼 총각 역
- 윤설희 : 기모노 여급 역
- 최종률 : 자영 늙은 하인 역
- 윤주희 : 간택녀 역
- 박태경 : 스님 1 역
- 서진원 : 혼다 역
- 강봉준 : 전기점화식 문필가 역
- 이상훈 : 고문관 역
- 여무영 : 영의정 역
- 홍준영 : 사대부 아이 4 역
- 소피 브로스탈 : 이사벨 역 (특별출연)
- 서지미 : 고종 후궁 2 역

## 제작
- 무술감독: 전문식
- 의상: 심현섭
- 미술: 민언옥
- 조명부 : 이병우

## 같이 보기
- 신기전 (영화)(2008년 영화)
- 청풍명월 (2003년 영화)